# Andrés Vargas Peña
Andrés Vargas Peña (Villa de la Paz, San Luis Potosí, 15 de marzo de 1947) es un obispo católico mexicano que se desempeñó como obispo auxiliar en la Arquidiócesis Primada de México de 2010 a 2019 ocupando la sede titular de Utimmira hasta el 28 de septiembre de 2019 en que el papa Francisco lo designó como el primer obispo de la naciente Diócesis de Xochimilco, instalándose en la sede el 5 de noviembre de 2019.hasta que el papa Francisco acepta su renuncia el 11 de febrero de 2025 ahora siendo obispo enmerito y licenciado en filosofía 